# Harakat Amal

Amalrörelsens flagga

Harakat Amal (arabiska حركة أمل, Amal-rörelsen), är en libanesisk shiitisk milis, grundad 1974 av den shiitiska imamen Musa al-Sadr. Rörelsen var en av de viktigaste shiitiska milisgrupperna under det libanesiska inbördeskriget och gjorde sig även känd under ett antal skärmytslingar mellan 1985 och 1986 med diverse palestinska grupper.